# نوربرتو باربا
نوربرتو باربا (بالإنجليزية: Norberto Barba؛ مواليد 12 سبتمبر 1963) هو مخرج أفلام وتليفزيون أمريكي. وهو معروف بعمله في جريم وامتياز القانون والنظام.

## وصلات خارجية
- نوربرتو باربا في قاعدة بيانات الأفلام على الإنترنت (بالإنجليزية)